# Chief marketing officer
En chief marketing officer (CMO), marknadschef, är den högsta ansvariga personen för marknadsföring inom ett företag eller en organisation. CMO:n leder och övervakar marknadsföringsstrategier och aktiviteter, med fokus på att främja företagets tillväxt, öka dess synlighet och förbättra försäljningen.
Marknadschefens fokus är strategisk marknadsföring, varumärkesbyggande samt ledarskap av marknadsfunktionen.